# 세바스티안 레토
세바스티안 에두아르도 레토(스페인어: Sebastián Eduardo Leto, 1986년 8월 30일 ~)는 아르헨티나의 전 축구 선수로, 포지션은 공격수이다.

## 수상 경력

### 올림피아코스
- 수페르리가 엘라다: 2008-09
- 그리스 컵: 2008–09

### 파나티나이코스
- 수페르리가 엘라다: 2009–10
- 그리스 컵: 2009–10